# 姜堰站
姜堰站位于中华人民共和国江苏省泰州市姜堰区天目山街道单塘村，是宁启铁路上的火车站。车站由中国铁路上海局集团新长车务段管辖，办理客运业务。
姜堰站于2005年7月1日启用营运，当时站房建筑面积1608平方米，候车厅面积480平方米。2016年5月15日开办动车客运业务。2017年当地政府计划对车站进行改造，重建面积4998平方米的车站站房，以“日出三水，振翅翱翔”为设计意向。先导工程临时候车室于2018年建成，而站房重建工程则于2020年6月开工。

## 車站周邊
- 姜堰区润江宾馆
- 姜堰区公安局指挥中心大楼
- 姜堰区体育局
- 姜堰区美术学校